# Horcajo de los Montes
Horcajo de los Montes é um município da Espanha na província de Ciudad Real, comunidade autónoma de Castilla-La Mancha, de área 208,44 km² com população de 985 habitantes (2006) e densidade populacional de 5,07 hab/km².

## Demografia
| Variação demográfica do município entre 1991 e 2004 | Variação demográfica do município entre 1991 e 2004 | Variação demográfica do município entre 1991 e 2004 | Variação demográfica do município entre 1991 e 2004 |
| --------------------------------------------------- | --------------------------------------------------- | --------------------------------------------------- | --------------------------------------------------- |
| 1991                                                | 1996                                                | 2001                                                | 2004                                                |
| 1106                                                | 1116                                                | 1060                                                | 1057                                                |

## Património
- Museu Etnográfico de Horcajo de los Montes